# Santos Ambrósio e Carlos (título cardinalício)
Santos Ambrósio e Carlos (em latim, Ss. Ambrosii et Caroli ad viam Latam) é um título cardinalício instituído em 7 de junho de 1969 pelo Papa Paulo VI, pela constituição apostólica Ab antiquis quidem. Entre 1627 e 1639 existiu um título chamado San Carlo al Corso, que também era conhecido como Ss. Ambrogio e Carlo al Corso. Sua igreja titular é Sant'Ambrogio e Carlo al Corso.

## Titulares protetores
- Angelo Dell'Acqua, O.Ss.C.A. (1967-1972)
- Ugo Poletti (1973-1997)
- Dionigi Tettamanzi (1998-2017)